# Аванка
Аванка (порт. Avanca; МФА: [ɐ.ˈvɐ̃.kɐ]) — парафія в Португалії, у муніципалітеті Ештаррежа. Розташована в західній частині країни, на теренах історичної португальської провінції Бейра. Входить до складу округу Авейру. За адміністративним поділом, чинним до 1976 року, терени парафії були складовою провінції Берегова Бейра. Належить до Авейрівської діоцезії Католицької церкви. Патрон — свята Марина. Площа — 21,0673 км². Населення — 6189 ос. (2011). Середньо урбанізований регіон. Густота населення — 293,77 осіб/км²
. Код — 010801.

## Географія

Ештаррежа (2013)
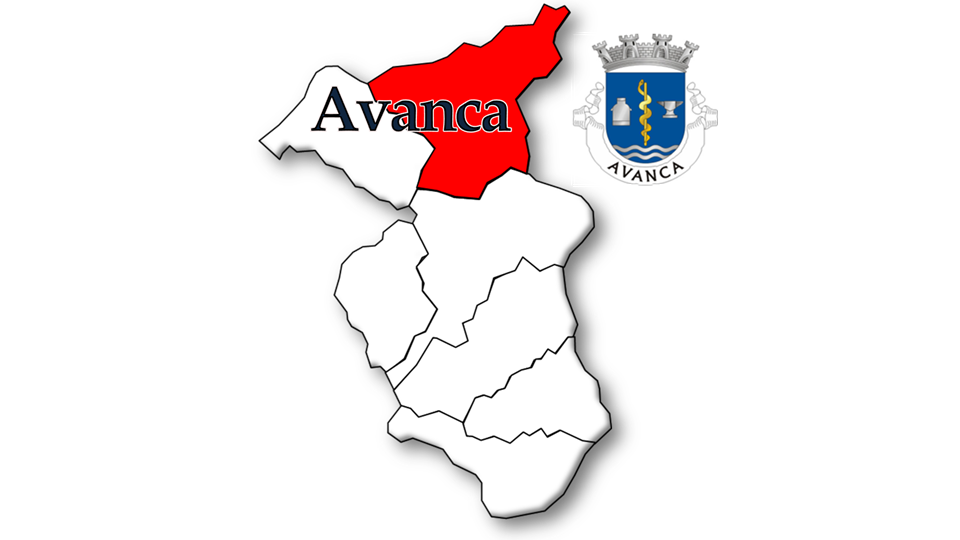
Аванка

## Населення
| Кількість мешканців | Кількість мешканців | Кількість мешканців | Кількість мешканців | Кількість мешканців | Кількість мешканців | Кількість мешканців | Кількість мешканців | Кількість мешканців | Кількість мешканців | Кількість мешканців | Кількість мешканців | Кількість мешканців | Кількість мешканців | Кількість мешканців |
| ------------------- | ------------------- | ------------------- | ------------------- | ------------------- | ------------------- | ------------------- | ------------------- | ------------------- | ------------------- | ------------------- | ------------------- | ------------------- | ------------------- | ------------------- |
| 1864                | 1878                | 1890                | 1900                | 1911                | 1920                | 1930                | 1940                | 1950                | 1960                | 1970                | 1981                | 1991                | 2001                | 2011                |
| 4.054               | 3.921               | 3.409               | 3.649               | 3.963               | 3.681               | 3.998               | 4.416               | 4.743               | 5.164               | 5.710               | 6.114               | 6.426               | 6.474               | 6.189               |